# 자연독점
자연독점(自然獨占, natural monopoly)은 단일 공급자를 통한 재화의 생산 및 공급이 최대 효율을 나타내는 경우 발생하는 경제 현상을 말한다. 이와 같은 현상은 규모의 경제( economies of scale )라는 기술적 요인이 특정 산업에 영향을 주고, 이것이 독점화 경향으로 이어질 때 나타난다.
자연독점은 규모의 경제로 발생하는 시장 진입장벽( barriers to entry )이 매우 높을 때 발생한다. 전기, 전화, 수도사업과 같은 공공 서비스 산업은 그 생산 및 전달 체계를 구축하는 데 막대한 초기 투자비용을 필요로 한다. 이러한 투자를 통해 기업의 산출량은 크게 늘어나고 그만큼 생산단가는 낮아지게 된다. 이와 같은 규모의 경제 효과는 산출량이 상당히 높은 수준에 이를 때까지 지속되며, 이 점이 신규 사업자에게는 진입장벽으로 작용한다. 시장의 독점적 사업자가 아닌 이상, 신규 기업은 기존 독점기업 이상의 초기 투자비용을 투입하더라도 규모의 경제 효과를 통해 이윤을 창출하리라는 보장이 없기 때문이다.
이 현상은 공공 서비스 산업 이외에도, 특정 자연자원에 대한 통제로 인해 발생하기도 한다.

## 같이 보기
- 네트워크 효과
- 공공재
- 표준화